# Halcampa octocirrata
Halcampa octocirrata is een zeeanemonensoort uit de familie Halcampidae.
Halcampa octocirrata is voor het eerst wetenschappelijk beschreven door Carlgren in 1927.